# واش‌مدیر
واش‌مِدیِر (به مجاری:  Vasmegyer) یک سکونتگاه مسکونی در مجارستان است که در سابولچ-ساتمار-برگ واقع شده‌است.

## خصوصیات
واش‌مدیر ۲۲٫۷۳ کیلومترمربع مساحت و ۱٬۶۲۱ نفر جمعیت دارد.